# Otto-Quelle

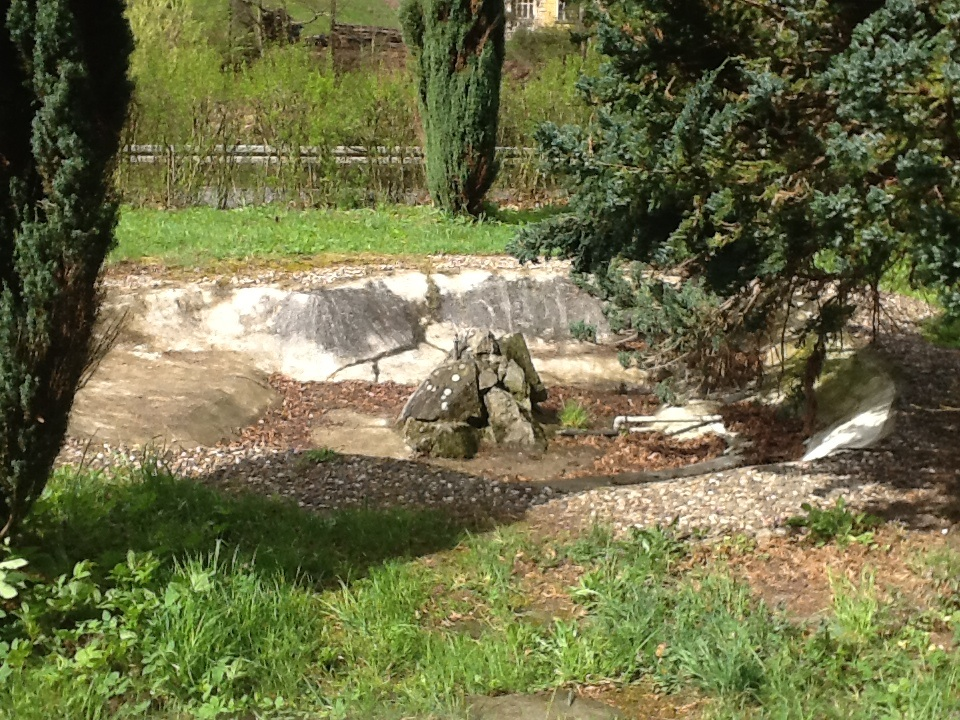
Ehemaliger, 2014 restaurierter Trinkbrunnen der Otto-Quelle

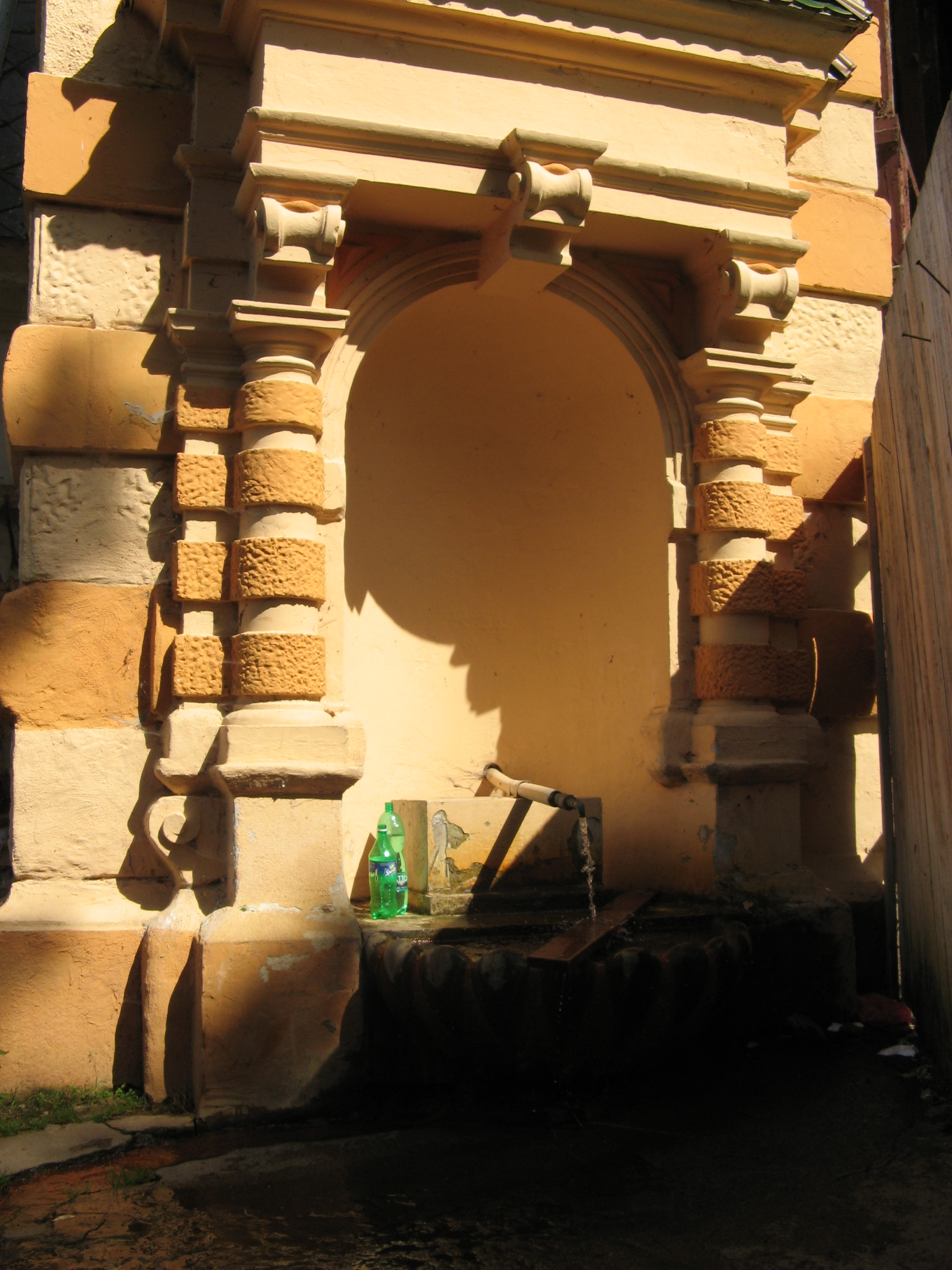
Die Mattoni-Quelle 2010

Die Otto-Quelle (tschechisch: Ottův pramen) (bis 1918 König-Otto-Quelle, bis 2013 Mattoni-Quelle) ist eine der fünf Mineralwasserquellen im ehemaligen tschechischen Kurort Kyselka im Okres Karlovy Vary. Sie ist seit 1852 nach dem ersten griechischen König Otto I. benannt und gehörte zu den wichtigsten Wasserquellen für Trinkkuren in Kyselka (Gießhübl-Sauerbrunn).

## Beschreibung

### Lage
Die Otto-Quelle liegt auf der Südseite des früheren Kurortes und entspringt in der Nähe des Schlossparks der Villa Mattoni. Der genaue natürliche Quellaustritt konnte trotz Untersuchungen des Bodens von 1959 bis 1966 und in den 1980er Jahren nicht genau ermittelt werden. Geologisch befindet sich die Quelle im Erzgebirge in der Böhmischen Masse.

### Geschichte
Die Quelle war bereits im Mittelalter bekannt und trug nach dem Quellort am Buchberg (tschechisch: Bučina) den Namen Buchsäuerling (bzw. Puchsäuerling) oder nach dem Gießhübler Ortsteil Rodisforter Sauerbrunn. Sie erhielt am 23. August 1852 den Namen König-Otto-Quelle und wurde 1873 vom Unternehmen Mattoni gekauft, nachdem bereits zuvor hier Mineralwasser abgezapft und an Städte wie Wien, Prag und Karlsbad aus dieser Hauptquelle des Ortes verkauft wurde. Im Jahr 1900 begann man mit der Verlegung von Wasserleitungen, die das Wasser der Quelle zu Gebäuden wie dem Kur-Restaurant, den Heinrichshof und das Schloss Mattoni transportierten. Teile dieser Leitungen wurden in den 1950er Jahren stillgelegt, die vernachlässigte Otto-Quelle wurde in Mattoni-Quelle umbenannt. 2010 wurde die Wasserquelle zum Denkmal erklärt und 2013 wieder in Otto-Quelle umbenannt. 2014 wurde ein neuer Trinkbrunnen für die Quelle eingeweiht.

### Inhaltsstoffe
Das Wasser der Quelle ist reich an gelöster Kohlensäure und Mineralanteilen. Darunter die Kationen von Natrium, Calcium, Kalium und Magnesium in absteigender Reihenfolge. Gemäß der Zusammensetzung wird es als Natrium-Hydrogencarbonat-Säuerling bezeichnet. Es gilt als hilfreich bei Trinkkuren und anderen Behandlungen gegen Atmungs-, Stoffwechsel- und Nierenerkrankungen, Verspannungen und Schmerzen im Bewegungsapparat.